# Hubert Work
Hubert Work (ur. 3 lipca 1860 w Marion Center w stanie Pensylwania, zm. 14 grudnia 1942 w Denver w stanie Kolorado) – amerykański polityk, w latach 1922-1923 poczmistrz generalny Stanów Zjednoczonych, a w latach1923–1928 sekretarz Departamentu Zasobów Wewnętrznych Stanów Zjednoczonych w gabinecie prezydenta Calvina Coolidge'a.

## Życiorys
Urodził się 3 lipca 1860 w Marion Center, w rodzinie Tabithy Van Horn i Mosesa Thompsona Worka. Kształcił się na Uniwersytecie Pensylwanii, gdzie w 1885 uzyskał tytuł doktora medycyny. Następnie Work wyjechał do Kolorado, gdzie pracował jako lekarz i zaangażował się w politykę Partii Republikańskiej. Utworzył tam Instytut Zdrowia Psychicznego w Pueblo
Podczas I wojny światowej Work służył w Korpusie Medycznym w stopniu pułkownika.

Work z Warrenem Hardingiem (w centrum) (1922)

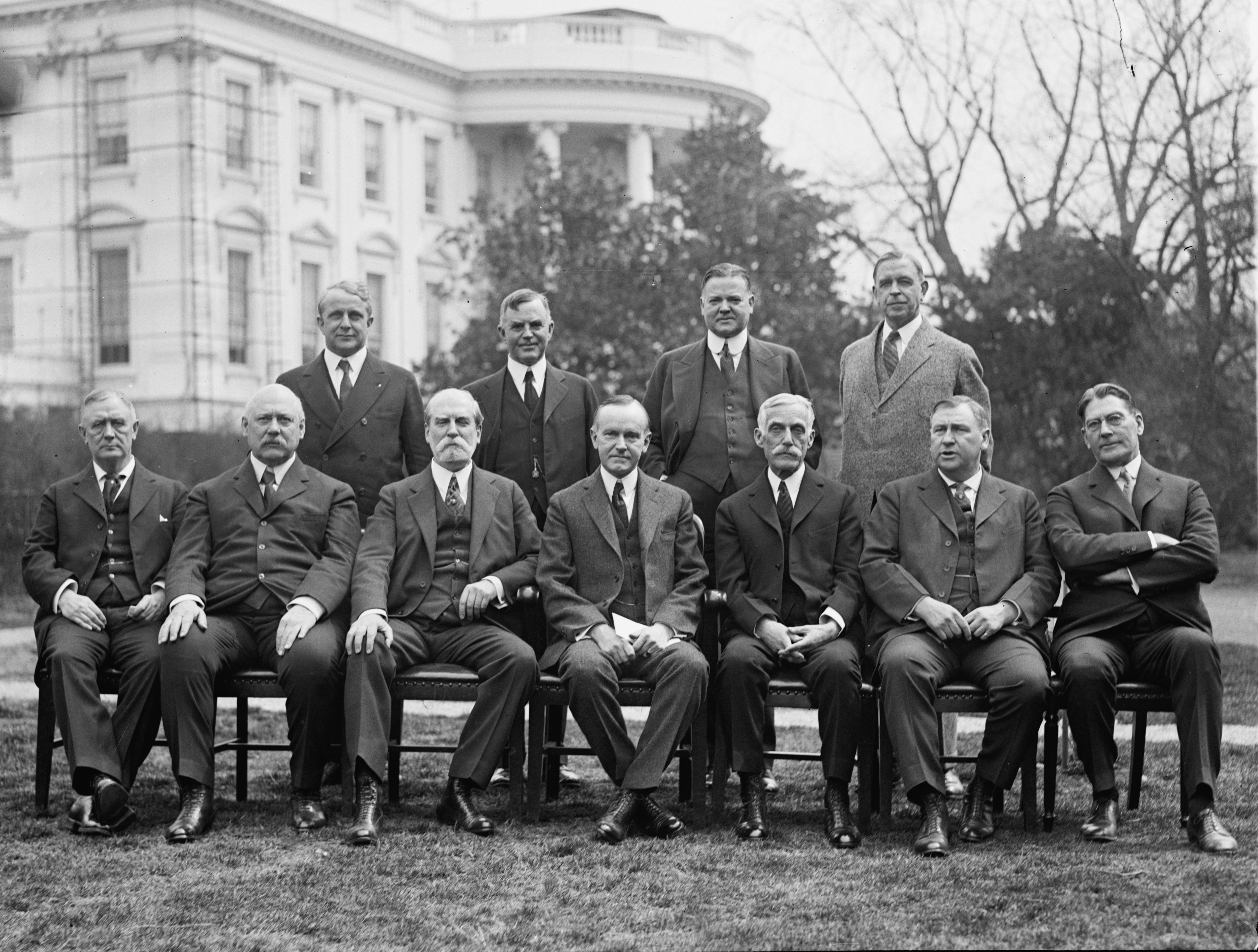
Work (pierwszy z prawej w drugim rzędzie) z członkami gabinetu Coolidge'a (1924)

Po wojnie, w 1920, został prezesem Amerykańskiego Towarzystwa Medycznego. Work służył jako poczmistrz generalny w gabinecie Warrena Hardinga od 1922 do 1923, a w 1923 objął urząd sekretarza zasobów wewnętrznych. Po śmierci Hardinga Work pozostał szefem departamentu jako członek gabinetu Calvina Coolidge'a. Podczas kadencji Worka, rdzenni Amerykanie otrzymali formalnie obywatelstwo amerykańskie. W 1928 Work zrezygnował, obejmując stanowisko przewodniczącego Komitetu Narodowego Republikanów.
Zmarł 14 grudnia 1942, został pochowany na Cmentarzu Narodowym w Arlington obok pierwszej żony.

## Życie prywatne
Był mężem Laury May Arbuckle, z którą miał troje dzieci: Philipa, Dorcas Logan, i Roberta Van Horn Worka. Po jej śmierci, w 1933 ożenił się ponownie z Ethel Reed Gano.